# Disney Cruise Line
Disney Cruise Line (conosciuta anche come DCL) è una compagnia di navigazione statunitense di proprietà della Walt Disney Company, specializzata in crociere aventi per tema portante i personaggi Disney. Fondata nel 1995 e costituita nel 1996 come Magical Cruise Company Limited, è domiciliata a Londra ma ha sede operativa in Florida nella città di Celebration.

## Storia
Nel 1985, Disney aveva unito le forze con la giovane compagnia di crociere Premier Cruise Lines (fondata nel 1983 e acquisita nel 1984 da Greyhound Lines) per offrire vacanze tematiche in cui le navi della Premier fornivano intrattenimento ai propri passeggeri sfruttando i personaggi e i marchi Disney in crociere abbinate a soggiorni al Walt Disney World Resort. Il contratto decennale iniziò nel 1985 e riguardava le tre navi Big Red Boat I, Eugenio Costa e TSS Festivale della flotta Premier. Il 31 marzo 1994 scadde il contratto con la Premier e il 3 maggio dello stesso anno la Disney annunciò la costituzione di una propria filiale per le crociere. I primi progetti per le navi videro l'idea di utilizzare design tropicali, futuristici e persino l'idea di realizzare un parco a tema galleggiante, ma vennero accantonati quando Michael Eisner, allora amministratore delegato della Disney, disse che voleva una nave dal look classico ma con uno stile moderno. Gli architetti si misero così al lavoro per creare un design che fosse un mix tra una nave da crociera dell'inizio del XX secolo ma con distinti tocchi moderni.
La Disney Cruise Line fu costituita nel 1996 in occasione della commessa di due grandi navi da crociera alla ditta italiana Fincantieri.

## Flotta
La sua flotta, comprendente un totale di 6 navi in servizio, è composta da:
| Nave            | Immagine | Classe | Stazza (t.s.l.) | Lunghezza (m) | Ponti | Capienza massima | Anno | Cantiere                       | Note                          |
| --------------- | -------- | ------ | --------------- | ------------- | ----- | ---------------- | ---- | ------------------------------ | ----------------------------- |
| Disney Magic    |          | Magic  | 83,969          | 300           | 13    | 2.400            | 1998 | Fincantieri Marghera (Venezia) | Prima nave della classe Magic |
| Disney Wonder   |          | Magic  | 84.130          | 300           | 13    | 2.400            | 1999 | Fincantieri Marghera (Venezia) |                               |
| Disney Dream    |          | Dream  | 129.690         | 339,8         | 14    | 4.100            | 2011 | Meyer Werft Papenburg          | Prima nave della classe Dream |
| Disney Fantasy  |          | Dream  | 129.690         | 339,8         | 14    | 4.100            | 2012 | Meyer Werft Papenburg          |                               |
| Disney Wish     |          | Wish   | 144.000         | 341           | 15    | 5.000            | 2022 | Meyer Werft Papenburg          | Prima nave della classe Wish  |
| Disney Treasure |          | Wish   | 144.000         | 341           | 15    | 5.000            | 2024 | Meyer Werft Papenburg          |                               |
| Disney Destiny  |          | Wish   | 144.000         | 341           | 15    | 5.000            | 2025 | Meyer Werft Papenburg          |                               |

Disney Cruise Line opera tramite cinque grandi navi da crociera di nome Disney Magic, Disney Wonder, Disney Dream, Disney Fantasy e Disney Wish. Possiede inoltre la piccola isola privata Castaway Cay nelle Bahamas attrezzata appositamente per essere un porto e un luogo turistico per le navi e i crocieristi Disney. Le navi sono verniciate con colori ispirati a Topolino: scafo nero, sovrastruttura bianca, finiture gialle e due giganteschi fumaioli rossi, ciascuno con i loghi della Disney Cruise Line e di Topolino. Le navi usano le iconiche prime sette note della melodia della canzone When You Wish Upon a Star come suono della sirena della nave.
La Disney Magic entra in servizio il 30 luglio 1998 mentre la Disney Wonder oltre un anno dopo il 15 agosto 1999, entrambe sono state costruite presso la Fincantieri. Le due navi sono quasi del tutto identiche, differenziandosi solo per alcune sale dedicate a ristoranti o locali di intrattenimento e dispongono di 875 cabine per i passeggeri
La  Disney Dream entra in servizio il 26 gennaio 2011 mentre la sua gemella, la Disney Fantasy ben 1 anno e 2 mesi dopo, esattamente il 31 marzo 2012. Come la Magic, e la Wonder, anche la Dream e la Fantasy sono identiche per quanto riguarda la costruzione delle 2 navi, ma si differenziano solo per gli interni dove la fantasy ha locali diversi dalla prima e inoltre ha in più una boutique (la prima in mare) e un AquaLab. 
La Disney Wish entra in servizio il 22 giugno 2022 e ha 1.250 cabine, oltre a diversi ristoranti, spazi immersivi ed esperienze ispirate ai personaggi della Walt Disney Pictures, del Marvel Cinematic Universe, di Star Wars e della Pixar, oltre all'AquaMouse, la prima attrazione Disney al mondo in mare.
Le navi viaggiano nei Caraibi, nelle Bahamas, in Alaska e in Europa e seguendo itinerari transatlantici.
Alla fine del 2012, Magic e Wonder salpavano rispettivamente da Galveston in Texas e da Miami, in Florida, Nell'estate 2013, Magic si trasferisce a Barcellona, in Spagna mentre Wonder si trasferisce a Vancouver, Columbia Britannica. Nell'autunno 2013, Magic e Wonder tornarono negli Stati Uniti, ma cambiando le rispettive città, la Magic a Galveston e la Wonder invece a Miami. Nel gennaio 2014, la Wonder, raggiunge la Magic a Miami e poi si uniscono con la Dream e la Fantasy a Port Canaveral, ponendo tutte e quattro le navi nello stato della Florida, per la prima volta.

## Operazioni Future
La Disney Cruise Line ha negoziato con l'autorità portuale di Port Canaveral e ha prolungato il contratto per altri 15 anni, inizialmente fino al 2022. Nell'ambito di questo contratto, l'autorità portuale ha ampliato proprio il dock per ospitare delle nuove navi (appena ne saranno costruite altre da parte della Disney Cruise Line), il terminale sarà ampliato per accogliere più passeggeri e bagagli, ed è stato anche costruito un garage.
Nel 2022 è emerso che la Disney era tra i capofila nelle trattative per l'acquisizione della nave da crociera incompleta Global Dream dopo il fallimento della società di costruzioni navali Genting Hong Kong a causa della Pandemia di Covid-19. Nel gennaio 2023 è stato annunciato che la Disney ha acquistato la nave da crociera, che era completa al 75% prima del fallimento della società. Una volta completata nel 2025, la nave, la Disney Adventure, sarà l'ottava nave della flotta DCL e la più grande nave da crociera Disney con un margine significativo rispetto alle tre nuove navi di classe Triton della flotta, che include la Disney Wish, il completamento previsto per il 2024 della Disney Treasure, che sarà la seconda nave della classe Wish, e il completamento previsto per il 2025 della Disney Destiny.
Nel 2024 è stato annunciato l'acquisto di nuove navi, previste in arrivo tra il 2027 e il 2031.

## Formazione Attuale
| Posizione                                       | Nome             |
| ----------------------------------------------- | ---------------- |
| Presidente della Disney Cruise Line             | Karl Holz        |
| Vice Presidente Senior                          | Anthony Connelly |
| Vice President Hotel Operations                 | Ozer Balli       |
| Manager Island Recreation and Shore Excursions  | Larry Stauffer   |
| Direttore Marine and Security Operations        | Russel Daya      |
| Vice Presidente Marine and Technical Operations | Bert Swets       |
| Direttore della logistica                       | Tony Wills       |

## Presidenti della Disney Cruise Line
| Nome          | Anno/        | Posizioni precedenti |
| ------------- | ------------ | --- |
| Karl Holz     | 2009-attuale | Attuale presidente della Disney Cruise Line e di nuove operazioni incluse Disney Vacation Club, Adventures by Disney,e Aulani. Presidente and CEO della Euro Disney SCA dal 2004 al 2009. |
| Tom McAlpin   | 2004-2009    | Precedentemente direttore di pianificazione aziendale e finanziaria per la Royal Caribbean International.                                                                                 |
| Karl Holz     | 2003-2004    | Presidente and CEO della Euro Disney SCA dal 2004 al 2009. |
| Matt Ouimet   | 1999-2003    | Presidente del Disneyland Resort dal 2003 al 2006. attuale Presidente e CEO della Cedar Fair Entertainment Company                                                                        |
| Arthur Rodney | 1994-1999    | Fondatore ed ex presidente della Crystal Cruises dal 1987 al 1994. |